# Calta lamella
Calta lamella là một loài bướm đêm trong họ Geometridae.